# Terres
Terres település Olaszországban, Trento megyében.  Terres Flavon, Nanno, Tuenno és Cunevo községekkel határos.

## Népesség
A település népességének változása: